# 溪江乡 (浏阳市)
溪江乡为中国湖南省浏阳市下辖乡，位于浏阳市中部。辖域东北部与古港镇接壤，西北部与淳口镇毗邻，东南部与与高坪镇交界，西南部与浏阳城区相连。全乡总面积90.6平方公里，总人口19,952人(2000年人口普查)。下辖9个行政村，行政机构驻溪江村。
2015年11月18日，溪江乡、关口街道成建制合并设立关口街道。

## 行政区划
溪江乡现辖：
浆田村、长溪村、珠江村、炭棚村、溪江村、金龙村、福田村、新湖村和仙源村。